# 34176 Balamurugan
34176 Balamurugan este o planetă minoră (asteroid) din centura de asteroizi. A fost descoperită pe 24 august 2000 la Experimental Test Site⁠(d) de Lincoln Near-Earth Asteroid Research. 
Obiectul prezintă o orbită caracterizată de o semiaxă mare de 2,7369087 UAi, o excentricitate de 0,01, o înclinație de 7,88836 ° în raport cu ecliptica.